# ساندرا دانييلا جيربر
ساندرا دانييلا جيربر هي متزلجة سويسرية، ولدت في 13 يونيو 1985 في Langnau im Emmental ‏ في سويسرا.

## وصلات خارجية
- ساندرا دانييلا جيربر على موقع الاتحاد الدولي للتزلج (ركوب لوح الثلج) (الإنجليزية)
- ساندرا دانييلا جيربر على موقع أوليمبيديا (الإنجليزية)